# 판타스틱 플래닛
판타스틱 플래닛(La Planete Sauvage, The Savage Planet)은 프랑스, 체코슬로바키아에서 제작된 롤랜드 토퍼 감독의 1973년 애니메이션 영화이다. 신시아 애들러 등이 주연으로 출연하였고 아나톨 도먼 등이 제작에 참여하였다.

## 출연

### 주연
- 신시아 애들러
- 베리 보스트윅
- 마크 그러너
- 노라 헤프린
- 마빈 밀러
- 모니카 라미레즈
- 할 스미스
- 올란 소울
- 자넷 월도

## 제작진
- 원작자: 스테판 울